# 盧玄
盧玄（？—？），字子真，范陽郡涿縣（今河北省涿州市）人。晉司空從事中郎盧諶曾孫，后燕营丘郡太守卢偃之孙，后燕范阳郡太守卢邈之子。

## 生平
神䴥四年（431年），朝廷徵召以盧玄為首的當時儒俊，盧玄於是應命，任中書博士，後遷中書侍郎，本州大中正。時任司徒的崔浩為盧玄表兄，其時打算「齊整人倫，分明姓族」，盧玄表示這種事要等適當時機才能完成，當時願意作此改變的沒幾個人，請崔浩三思，但崔浩心中並不同意。最終崔浩更因而以國史之獄獲罪被殺。
後盧玄獲賜爵固安子，又遷散騎常侍。後曾出使南朝宋，宋文帝和他對談後對其讚嘆良久。盧玄歸國患病，回到家鄉，並在當地病逝，朝廷追贈平東將軍、幽州刺史，封固安侯，賜諡號宣。

## 家庭

### 夫人
- 李氏[1]

### 子女
- 卢度世，盧玄嫡子，北魏平东将军、青州刺史、固安惠侯
- 盧巡

## 延伸阅读
[在维基数据编辑]
 《魏書/卷47》，出自魏收《魏书》
 《北史·卷030》，出自李延壽《北史》